# Яново (Нижегородская область)
Яново — село в Сергачском районе Нижегородской области. Входит в состав Лопатинского сельсовета.

## География
Село находится на правом берегу реки Пьяна, при впадении в неё реки Ивашка.

### Часовой пояс
Село Яново, как и вся Нижегородская область, находится в часовой зоне МСК (московское время). Смещение применяемого времени относительно UTC составляет +3:00.

## История
Ранние сохранившиеся упоминания села относятся ко второй четверти XVII века. В 1649 году соседнее село было разделено между Иваном и Борисом Болтиными, так что каждому досталось примерно по половине крестьян: Ивану 10 крестьянских и 1 бобыльский двор (в них 30 крестьян и 1 бобыль), а Борису 8 крестьянских и 1 бобыльский двор (в них 38 крестьян и 1 бобыль).

## Население
| 2002 | 2010 |
| ---- | ---- |
| 590  | ↘576 |

## Инфраструктура
В селе действуют общеобразовательная школа, детский сад, библиотека, отделение Почты России.

## Известные уроженцы
- Батраков, Матвей Степанович (1900—1995) — советский военачальник, генерал-майор, Герой Советского Союза.